# 阿根廷青年人
阿根廷青年人竞技协会（西班牙語：Asociación Atlética Argentinos Juniors），一般稱為小阿根廷人，是阿根廷布宜诺斯艾利斯市的一个足球俱乐部，成立于1904年。主场位于马拉多纳体育场。現参加阿根廷足球甲级联赛。阿根廷青年曾获得两次联赛冠军：1984年、1985年。1985年，该队获得解放者杯冠军。
著名球星迭戈·马拉多纳曾效力于该队(1976年－1981年)，出场166次，打入116球。